# Джимбо Керн
Джимбо Керн (англ. Jimbo Kern) — персонаж мультсеріалу «Південний Парк» дядько одного з головних героїв серіалу Стенлі Марша, найкращий друг Неда Гербланскі.
Походження імені Джимбо, можливо, пов'язано з іменами двох персонажів серіалу «Сімпсони», які іноді пародіюються в «Південному парку», — Джимбо і Керні.
Незважаючи на те, що Джимбо Керн — дядько Стена, довгий час не було достеменно відомо, братом кого з батьків Маршу він є. В епізоді 616 з'ясовується, що дошлюбне прізвище Шерон — Кімбл; таким чином, Джимбо не носить прізвища жодного з батьків Стена. В епізоді «Матуся Картмана — брудна повія» він розповідає Картману про свого батька в минулому часі, хоча батько Ренді Марша Марвін Марш живий; крім того, він не присутній на дні народження дідуся Марша в епізоді «Жага самогубства». Нарешті, на офіційному сайті серіалу, в розділі FAQ, була дана відповідь, що Джимбо — брат Ренді; в розмові з фанатами Метт Стоун уточнив, що він його зведений брат від іншого батька.
Своє дитинство Джимбо провів в Саут-Парку — він навчався в Початковій школі Саут-Парку (це згадується в серії 104). Під час В'єтнамської війни Джимбо служив пілотом гелікоптера. Там він познайомився з Недом Гербланскі. За його словами, він і Нед поодинці знищили весь В'єтконг. Після війни Джимбо став завзятим мисливцем. Через закони про охорону довкілля він часто стикається з проблемами, тому кожен раз перед тим, як застрелити чергового звіра, Джимбо кричить «Він йде прямо на нас!». Пізніше ця фраза була замінена на «Варто скоротити їх чисельність», відповідно до зміни в законодавстві.

## Робота

### Збройний магазин
Джимбо, що цілком логічно поєднується з його захопленням полюванням, тримає збройовий магазин; найпомітнішу участь у сюжеті він узяв у серії «Вигода ваги 4000», де Джимбо продав Гаррісону зброю для вбивства Кеті Лі Гіффорд. Надалі магазин Джимбо з'являється тільки на задньому плані в деяких ранніх епізодах.

### Полювання і вбивство
Разом із Недом Джимбо веде на кабельному телебаченні Саут-Парку програму «Полювання і вбивство» (англ. Huntin 'And Killin'). Програма не особливо популярна серед городян, діти обзивають її «тупим телешоу»; вона складається із сюжетів про те, як Джимбо з Недом жорстоко знищують різних тварин (наприклад, випалюють напалмом зграйку бобрів), а також з рубрики «Незрозумілі таємниці Джимбо».
Найбільш помітна поява «Полювання і вбивства» відбулося в епізоді «Мексиканська баньката жаба з Південної Шрі-Ланки»; завдяки сюжету про загадкову жабу-вбивцю з розіграшу дітей, які змусили цим Джимбо і Неда розвивати сюжет про неї, рейтинг шоу перевищує показники програми «Ісус та друзяки». Більше програма «Полювання і вбивство» в серіалі не з'являлася, проте в епізоді «Підсядь на мавпячу акустику» можна почути, що по телевізору Картмана йде «Полювання і вбивство»; прислухавшись уважно, можна зрозуміти, що це той самий епізод, що і в серії 206.

## Цікаві факти
- Грає в букмекерській конторі
- Володіє машиною марки Hammer
- За словами Стена в шафі тримає лесбійські порнофільми (209)
- Є головою щорічного «Дня Корови»
- Постійно бере участь у щорічній реконструкції Громадянської війни на стороні жителів півдня